# Zürcher Diskuszjonen
Die Zürcher Diskuszjonen (im Text auch gelegentlich Zürcher Diskußjonen oder Zürcher Diskuszionen) waren eine von Oskar Panizza in dem gleichnamigen Verlag herausgegebene Zeitschrift, die in drei Jahrgängen von 1897 bis 1900 erschien.
Ihr Verlagsort war zunächst Zürich, nach Panizzas dortiger Ausweisung Paris, wo der alte Name jedoch beibehalten wurde. Panizza verfasste auch unter den Pseudonymen Louis Andrée, Hans Dettmar, Sven Heidenstamm, Hans Kistenmaecker, Jules Saint-Froid, Sarcasticus und mit der Sigle *** den größten Teil der Beiträge selbst. Einige Namen weiterer Autoren sind jedoch bekannt, so schrieben Fanny Gräfin zu Reventlow, Léon Bazalgette, Ludwig Scharf, Heinrich Pudor und die russische Immigrantin Ria Schmujlow-Claaßen für die Zürcher Diskußjonen.
Die Zeitschrift vertrat individualanarchistische und atheistische Grundüberzeugungen und attackierte mit heftigen Polemiken und Satiren den Obrigkeitsstaat, die katholische Kirche und bürgerliche Moralvorstellungen. Themen waren neben der Literatur und Kunst religiöse, erotische, sittengeschichtliche und politische Essays, Satiren und Erzählungen. Unter den Artikeln finden sich so ungewöhnliche Titel wie Das Schwein in poetischer, mitologischer und sittengeschichtlicher Beziehung oder Christus in psicho-patologischer Beleuchtung.
Wie der Titel der Zeitschrift waren auch die Beiträge in der für Panizza typischen phonetischen Orthographie verfasst. Die Auflage lag bei maximal 400 Exemplaren, die bei Jakob Schabelitz gedruckt wurden. Finanziell wurde die Zeitschrift zeitweise durch den deutschen Mäzen Otto von Grote unterstützt, der sich später jedoch von Panizza abwandte.